# 焦糖舞
焦糖舞（瑞典語：Caramelldansen）是由瑞典流行樂隊焦糖樂隊於2001年發行的《Supergott》（中文：超開心）專輯中的第一首曲目，曲風為泡泡糖舞曲。部份網民曾經因字母問題而將歌詞誤解為西班牙語。2006年末，此歌逐漸成為全球廣為人知的網路迷因，世界各地各自行衍生出別名，如日本稱作，中国大陸称“扭腰歌”。這首歌在網路上被加上了十五格動畫迴圈，其中顯示出《蒲公英之戀》中的兩位女主角（和）扭臀跳舞且用手模仿兔耳的畫面；並把「焦糖舞」的音樂速度增加了1.2倍且將音樂升調了。

## 歷史
《蒲公英之戀》是一款於2002年12月13日發行的日本成人遊戲。在其電視動畫版放映（2003年7月17日 - 2003年10月2日）後，有人從此動畫的開頭中取出正在獨舞的畫面製成GIF動畫，這變成了一段有聲音的迴圈。
不久，就有人另從電腦遊戲的開頭節取出部份，並製成小GIF動畫供人們使用。
2005年下半葉，焦糖舞以flash檔散佈在網路上及放在如4chan之類的知名社群上，以Popotan Dance、Popotan Dansen或Caramelldansen等名稱，而最後一個即是最常用的一個。

## MAD片
當該迷因成長後，許多人開始複製該動畫，並加入跳同種舞跳的其他角色。第一個只是個GIF動畫。當焦糖舞發行之後，大多數之後的動畫都以其為背景音樂。
2006年末即有人將《涼宮春日的憂鬱》的動畫片尾曲放上焦糖舞的音樂，但真正在日本流行是於2007年末，蒲公英之戀中兩位角色的動畫迴圈流入日本後。是時，日本影片分享網站NICONICO動畫開始出現了大量的以許多不同的動畫角色跳舞的焦糖舞MAD片。
Youtube亦收集許多焦糖舞的MAD片。

## 外部連結
- 焦糖女孩官方網站 （页面存档备份，存于）
- 焦糖女孩的Facebook專頁
- 焦糖女孩的X（前Twitter）
- 焦糖女孩的Instagram帳戶
- 焦糖樂隊官方網站 （页面存档备份，存于）
- 焦糖樂隊官方網站
- 焦糖樂隊Myspace官方社區網站 （页面存档备份，存于）
- 焦糖樂隊混音版CD製作公司官方網站
- 焦糖樂隊粉絲網站 （页面存档备份，存于）